# チュドヴォ
座標: 北緯59度08分 東経31度40分 / 北緯59.133度 東経31.667度

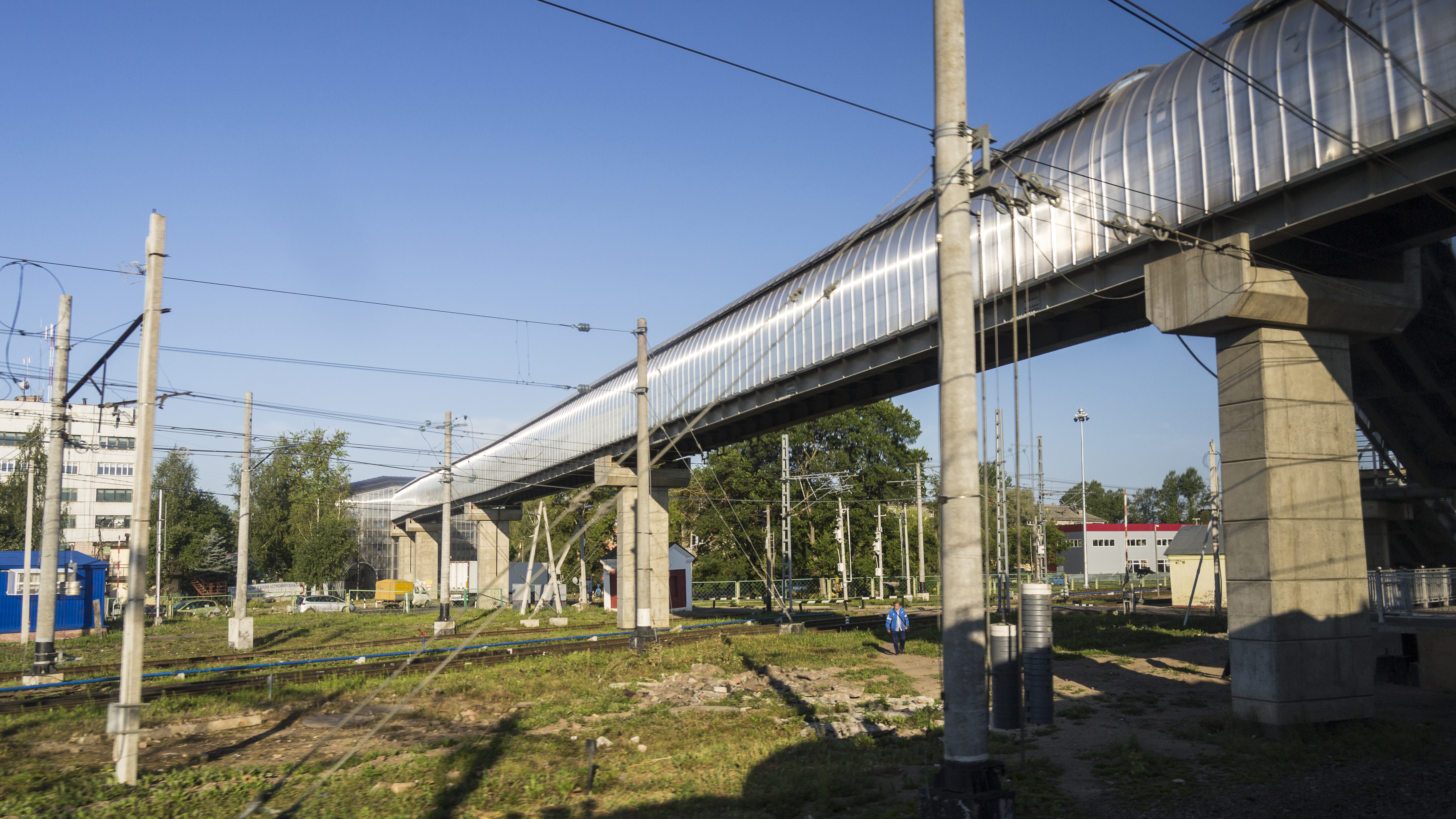
鉄道施設

チュドヴォ（ロシア語: Чýдово, Chudovo）は、ロシア・ノヴゴロド州北部にある町。人口は1万4302人（2021年）。
州都ノヴゴロドから北へ80km、サンクトペテルブルクからは南へ100km。ヴォルホフ川の左支流ケレスト川に面している。
モスクワとサンクトペテルブルクの二大都市を結ぶ高速道路M10が通る。

## 歴史
1539年の記録に、ネヴァ川沿いからモスクワへと向かう街道上にあるチュドヴスキー・ヤム（Чудовский Ям）の村の名が初出する。
1851年にモスクワ・サンクトペテルブルク鉄道が開通し、さらに北のヴォルホフへ向かう支線、南のノヴゴロドへ向かう支線もここから分かれた。チュドヴォからノヴゴロドを経てスタラヤ・ルーサへ向かう支線は1878年に誕生したが、ノヴゴロド以南の路線は第二次世界大戦で破壊され再建されなかった。サンクトペテルブルク-ムルマンスク間の鉄道上にあるヴォルホフへの支線は1919年に開通し、モスクワからムルマンスク方面への短絡線として使われた。チュドヴォは鉄道の要衝として発展し、1937年に市となった。
第二次世界大戦では1941年8月20日から1944年1月29日までドイツ国防軍の占領下にあり、赤軍のヴォルホフ戦線の反攻により奪回された。

## 経済と文化
19世紀に建てられた建物のうち、第二次世界大戦の破壊から免れ今日まで残っているものには、カザンの生神女大聖堂、1877年建設のチュドヴォ駅舎、いくつかの工場などがある。
チュドヴォにあるニコライ・ネクラーソフを記念する博物館は、彼が1871年から1876年にかけて夏の間の別荘として住み執筆を行った家を使い開設されている。近くの村シャブレニツィにはグレープ・ウスペンスキーが1880年代に住んだ家があり、やはり博物館として使われている。1810年代に建てられたアレクセイ・アラクチェーエフの巨大な新古典主義建築の屋敷グルジノは数km先にあったが、スターリン時代に荒廃し第二次世界大戦で破壊された。
町の大きな企業には、1877年創業のマッチ工場、フィンランドのUPMキュンメネが経営する合板工場、その他機械工場やコンクリート製枕木工場などがある。加えて、キャドバリー・シュウェップス社の工場もある。